# Marc Krasner
Marc Krasner (* 1912; † 13. Mai 1985 in Paris) war ein russischstämmiger französischer Mathematiker, der sich mit algebraischer Zahlentheorie beschäftigte.
Krasner stammte aus Russland und wurde 1935 an der Universität Paris bei Jacques Hadamard promoviert (Sur la théorie de la ramification des idéaux de corps non-galoisiens de nombres algébriques). 1937 bis 1960 war er Wissenschaftler des CNRS und ab 1960 Professor an der Universität Clermont-Ferrand. Ab 1965 war er Professor an der Universität Paris VI (Pierre et Marie Curie), wo er 1980 emeritiert wurde.
Krasner befasste sich mit p-adischer Analysis. 1944 führte er den Begriff ultrametrische Räume ein, zu denen auch die p-adischen Zahlen gehören.
1958 erhielt er den Prix Paul Doistau-Émile Blutet der Académie des sciences.